# Ismo Leikola

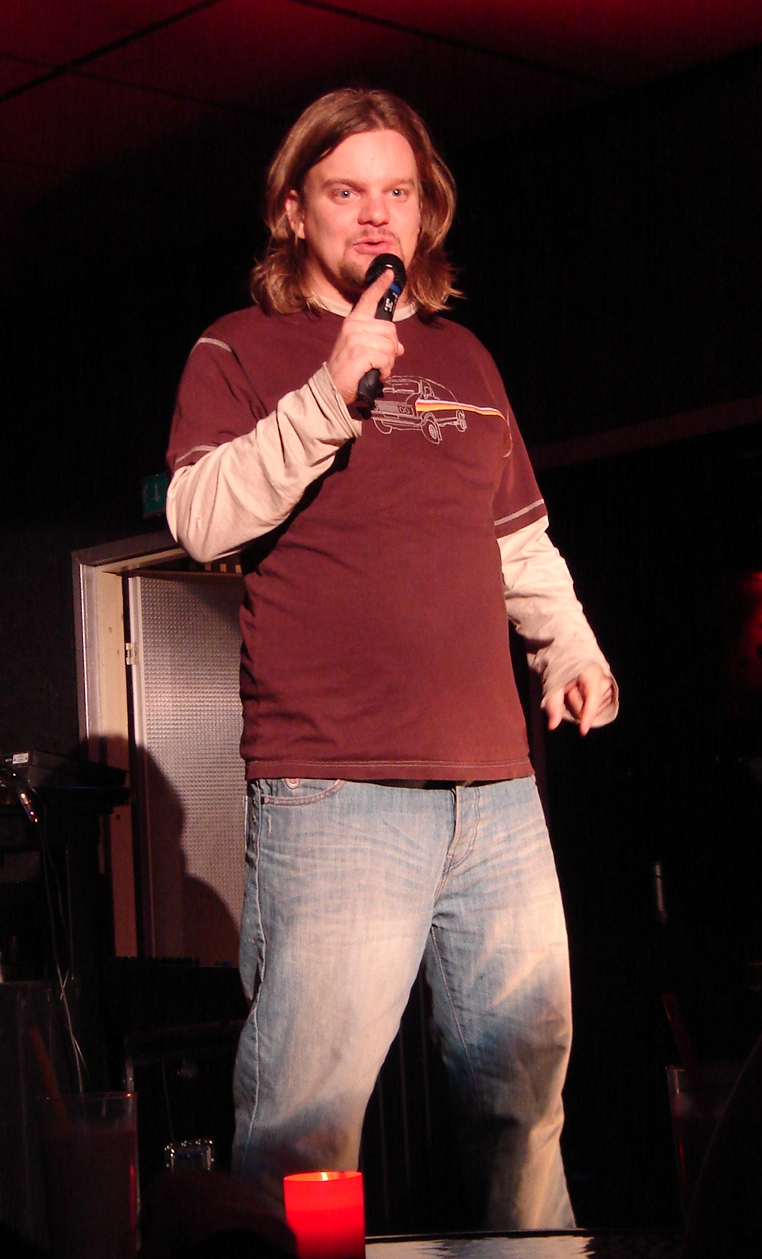
Ismo Leikola in Kauhajoki 2007

Ismo Leikola (* 22. Januar 1979 in Jyväskylä, Finnland) ist ein finnischer Standup-Komiker.

## Leben
Ismo Leikola verbrachte seine Schulzeit an der Schule Jyväskylän Normaalikoulu. In Jyväskylä studierte er Physik sowie Chemie, Astronomie, Biologie, Mathematik und Philosophie. Während seines Studiums hielt er gern Vorträge, die zum Teil spaßhaft waren. Wie er selbst berichtete, hätten auch seine Lehrer viel gelacht. Da ihm Physik nicht gefiel, begann er eine Karriere als Stand-up-Komiker zu erwägen. Leikola ist nach wie vor stark mit seiner alten Heimatstadt Jyväskylä verbunden, wohnt aber seit 2015 in Los Angeles. Seine Hobbys sind Musik, Singen und Gitarre spielen. Gesangseinlagen und Gitarrenspiel gehören gelegentlich auch zu seinen Shows. Außerdem interessiert er sich für Verschwörungstheorien und ungewöhnliche Erscheinungen.
Der Bruder von Ismo Leikola ist der Sänger der Band Soulfallen.

## Karriere
Leikolas erster öffentlicher Auftritt fand im Jahr 2002 in Jyväskylä im Restaurant Ilokivi statt. Sein Publikum bestand aus etwa 200 Studenten. Wie er später selbst sagte, habe es viel Mut erfordert, diesen ersten Auftritt zu machen. Der erste Auftritt war sehr erfolgreich, es folgten Shows in vielen Stand-up-Clubs in ganz Finnland und auch anderswo in Europa.
Leikola wurde in Finnland bekannt, als er 2003 in der finnischen Talkshow „Hyppönen-Enbuske Experience“ auftrat. Er wurde im Jahr 2003 zum Stand-up-Newcomer des Jahres gewählt und war Publikums-Favorit in den Jahren 2005, 2006, 2007, 2008 und 2010 beim größten Stand-up-Festival der nordischen Länder (Tomaatteja!Tomaatteja!). Im Jahr 2008 publizierte er seine erste eigene Film-DVD mit dem Titel Hyvä keikka ja helvetisti extroja („Guter Gig und verdammt viele Extras“). Im Herbst 2009 hatte Leikola eine große Tour "Kadonneen naurun metsästys" (Die Jagd nach dem verlorenen Lachen) in ganz Finnland und in den Jahren 2009–2010 hatte er eine eigene Stand-up-Show „Ei mainoksia“ (Keine Werbungen) im Comedytheater von Tampere. 2010 bis 2011 führte Ismo Leikola seine Stand-up-Show „Ismo Leikola kasvaa ihmisenä“ (Ismo Leikola wächst zum Menschen) in verschiedenen Theatern vor. Das Thema der Show war der Lauf des Lebens.
2011 bis 2012 lief sein Musical „Työttömän laulu“ (Das Lied des Arbeitslosen), das auf Liedern des finnischen Künstlers Jaakko Teppo basierte. Es wurde im Theater Rio in Oulu aufgeführt. 2012 macht er eine 10-Jahre-Jubiläumstour ‘Ismo Leikola kertoo enemmän kuin tuhat sanaa’ (Ismo Leikola erzählt mehr als tausend Wörter), in der er über sich selbst und seine Karriere erzählt.

## TV-Auftritte
- 2003–2006 hatte Leikola eine Rolle in der TV-Show „Hyppönen Enbuske Experience“, die später den Namen „Tuomas & Juuso Experience“ bekam
- 2004 schrieb und spielte Leikola Sketche für die Stand-up-TV-Show „Act!One“
- 2006 trat Leikola als Stand-up-Komiker in der TV-Show “Komiikkatehdas” (Die Komikfabrik) auf
- 2009 schrieb er auch Sketche für die TV-Show „Suomi myytävänä“ (Finnland zu verkaufen), in der er auch auftrat
- 2010 schrieb er das Drehbuch für die TV-Show „Savustuskoppi“ (Räucherkammer)
- 2010–2011 fungierte er als Gastgeber in der TV-Show „Kansallisaarre“ (Nationalschatz)[4]

## Internationales
Seit 2005 führt Leikola Stand-up-Comedy auch auf Englisch auf. Er spielte in Stand-up-Clubs z. B. in London und Dublin und hatte viele Gastauftritte z. B. 2008 auf dem Galway Comedy Festival (IRL), 2009 auf dem Oslo Stand up-Festival (NOR) und 2010 auf dem Stockholm Comedy Festival (SWE). In den Jahren 2007 und 2008 hatte er eine eigene Show auf dem Edinburgh Festival Fringe, dem größten Stand-up-Festival der Welt. Auch auf dem Internationalen Köln Comedy Festival ist Leikola 2011 bereits aufgetreten.